# رفيق النتشة
رفيق شاكر درويش النتشة (1934 - ) هو سياسي فلسطيني، ورئيس المجلس التشريعي الفلسطيني الأسبق. ولد عام 1934 في مدينة الخليل، تخرج من الجامعة اللبنانية، ثم أكمل الماجستير في جامعة القاهرة. يعتبر النتشة من مؤسسي منظمة التحرير الفلسطينية، ومن أوائل المؤسسين لحركة فتح. ويعمل حالياً رئيساً لهيئة مكافحة الفساد الفلسطينية منذ عام 2010. ألف النتشة العديد من المؤلفات الفكرية التي تختص بالقضية الفلسطينية، مثل: الإسلام وفلسطين، إسرائيل مشروع استعماري، الصيد والطرد في رحلة إلى الربع الخالي.

## مناصبه
- عضو المجلس الوطني الفلسطيني عام 1964.
- ممثل منظمة التحرير الفلسطينية في الرياض (1979-1990).
- عضو المجلس الثوري لحركة فتح.
- اُنتخب عضوًا في المجلس التشريعي الفلسطيني بعد الانتخابات العامة الفلسطينية عام 1996 حيث حصل على 17,242 صوتًا في دائرة محافظة الخليل ممثلًا عن حركة فتح.[4]
- وزير العمل الفلسطيني 1998.
- وزير الزراعة الفلسطيني 2002.
- رئيس المجلس التشريعي الفلسطيني في دورة 2003.
- قائم بأعمال رئيس ديوان الرقابة المالية والإدارية بين 31 مايو 2014 وحتى 3 يناير 2015.[5]
- رئيس هيئة مكافحة الفساد الفلسطينية منذ تأسيسها في 9 مارس 2010[6] وحتى مارس 2019.[7][8]